# Afogato
Afogato (affogato ital. utopljen, tisti, ki je potopljen) je kavni napitek s sladoledom. Glavni sestavini sta kava espreso in (vanilijev) sladoled. Včasih vsebuje še liker - Amaretto.

Besedo za napitek uporabljajo tudi izven italijansko govorečih območij, kjer strežejo kavo espreso. Glede na navedbe v Oxford English Dictionary pa so besedo vnesli v  angleški slovar leta 1922. Iz iste kategorije napitkov je tudi kapučino - kava s spenjenim mlekom. 